# Јосип Јурај Штросмајер
Јосип Јурај Штросмајер (Осијек, 4. фебруар 1815 — Ђаково, 8. април 1905) био је хрватски бискуп, политичар, културни радник и писац. Један је од најзначајнијих и најутицајнијих Хрвата 19. века.
На првом ватиканском концилу (1869 — 1870) у Риму био је један од најзапаженијих противника неограничене папске власти и том се приликом истакао као вичан говорник одржавши тросатни говор против догме о папској непогрешивости, после којег је с мањом групом бискупа напустио Рим.
Штросмајер је био родоначелник хрватске идеје југословенства. Наставио је да негује идеје илирског покрета које су имале за циљ да илирско, а потом југословенско, име послужи као степеница на путу уједињења. Под његовим вођством обновљена Народна странка је дошла на власт и донела програм окупљања југословенских земаља Хабзбуршке монархије. Неки критичари сматрају да је Јосип Јурај Штросмајер под фирмом југословенства крио своје хрватство, па и великохрватство. Јавно није нападао Јевреје, због њихових антихришћанских ставова у новинама из Осијека и Загреба, али је свој негативан став о њима, православцима и другима, износио у својим писмима Ванутелију, папском нунцију у Бечу.

## Порекло и деловање
Пореклом из кроатизоване немачке војничке породице из Осијека, Штросмајер је рођен 4. фебруара 1815. године у Осијеку. Штросмајеров прадеда се у Осијек доселио из Горње Аустрије. У Београду је презиме Штросмајер остало у лошем памћењу, из времена аустријске владавине у Србији (1718-1739). Тада се међу насељеницима у Београду појавио Јохан Георг Штросмајер, трговац из Беча. Под заштитом административног гувернера Србије Принца Александра од Витемберга, био је потказивач и помагач у богаћењу, због чега су улагане многе жалбе. Један из породице Штросмајера касније се преселио у Осијек. Предак Штросмајера је био у војној посади осијечке тврђаве, кад су Турци прогнани из Славоније, а Аустријанци утврђивали град. Тај предак је био Немац, Паул Штросмајер, родом из Линца. Ту се оженио Славонком, католкињом (тада још католици Славоније нису постали Хрвати) и приженио се у кући жениних родитеља. Од тог Немца настаје велика породица која се звала Паулови. Када је Штросмајер постао бискуп, почели су се звати Штросмајерови. Бискуп је касније жалио што у младости није узео презиме Паулов или Пауловић. Праунук Паула био је Иван, рођен 1789. који се оженио Аном Ердељац. Када је Иван имао 90 година, из њиховог брака се рађа 5 синова, међу којима је био и Јосип Јурај, најмлађи близанац, рођен 1815. У родном Осијеку похађао је народну школу и гимназију, а двогодишњи филозофски течај завршио је у католичком сјеменишту у Ђакову. Потом је похађао високо сјемениште у Будимпешти где 1834. године стиче докторат филозофије. Године 1838. је заређен, и две године борави у Петроварадину. Две године касније (1840) одлази у Augustineum у Беч и 1842. године постаје доктор теологије и професор канонског права на бечком Универзитету, полагањем дисертације о проблему црквеног јединства. Од 1842. до 1847. године професор је ђаковачког сјеменишта, а потом је две године у Бечу дворски капелан и један од тројице директора у Augustineumu. У то доба предавао је и канонско право на Бечком Универзитету.
Као дворски капелан, у периоду од 1849—1859. године, у доба аустријске контрареволуције одлучно је био на страни бана Јелачића. Од 1860. године па наредних 13 година вођа је Народне странке (1860—1873). У доба активног бављења политиком сматрао је како Аустрија мора постати федеративна држава у којој ће сви народи доћи до изражаја. Тежио је уједињењу јужних Словена у оквиру Аустрије под влашћу Хабзбурговаца. Настојао је Аустрији прокрчити пут на словенском југу ширећи њену утицајну сферу на јужнословенске земље изван граница аустријске државе. Програм Штросмајерове странке био је у овом: „Сви Славени (јужни) уједињени под Хабзбурзима и под Папом“.
Његовим посредовањем дошло је до конкордата између Ватикана и Црне Горе 1866. године, а радио је на томе да и Русија склопи конкордат с Ватиканом. Имао је значајну улогу у оснивању ЈАЗУ (Југославенске академије знаности и умјетности) 1867. у Загребу. Данас та установа носи име ХАЗУ (Хрватска академија знаности и умјетности). Народна странка и влада Кнежевине Србије су 1867. године склопиле су споразум о заједничком раду на стварању федеративне јужнословенске државе. Такође је играо велику улогу у оснивању загребачког универзитета 1874. године.
Као црквени магнат располагао је огромним богатством. Новчано је помагао издавачку делатност као и оснивање народних читаоница, и то не само у Хрватској него и у осталим словенским земљама: од Словачке, Чешке и Пољске до Македоније. Због тога има велико поштовање код многих католичких Словена (у Прагу постоји трг са његовим спомеником).
Епископ далматински Никодим је о њему имао изразито негативно мишљење. Сматрао га је одговорним за непоправљиво стање српско-хрватских односа, сивом еминенцијом великохрватске политике и оптуживао га је да не признаје идентитет Срба Далмације те да жели да их покатоличи.

### Са Бугарима
Бискуп Штросмајер је помогао браћи Миладинов да објаве збирку бугарских народних песама. Константин је из Русије затражио помоћ и дошао је по позиву у Ђаково. По препоруци бискуповој, они су песме исписане грчком азбуком, преписали ћирилицом. Скупљачи народних песама по Македонији су ту књигу посветили њему као: "апостолском управитељу београдске и смедеревске епископије". Када су браћа била гоњена и ухапшена он се за њих заузимао. На истом послу давао је он подршку и Верковићу, током његовог бављења (мисији) на југу. Посетио је 1898. године бугарски фолкориста др Иван Шишманов, Ђаково и оставио сведочанство о домаћину бискупу. Шишманов је расветљавао мешање Штросмајерово у "бугарске ствари" (а на штету Срба). По њему је домаћин Штросмајер био "висок, прав, пуног стаса, са карактеристичним црвеним лицем и ћелавом лобањом". Бискуп је одржавао везе са Бугарима свог доба, пишући им писма на лепој српској ћирилици. Радило се о улози бискуповој током "унијатског покрета" у Бугарској 1859. године, када је дао прецизна упутства Драгану Цанкову, исписана на 13 страница. Бискуп је свој унијатске тежње објашњавао као "компромисом" православне цркве, у циљу уједињавања две вере.

### Србија
Када је Штросмајер постао бискуп, уместо никопољског бискупа у Бугарској, који је био задужен за малобројне дошљаке, католике у Београду и Србији (углавном трговци), за њих он постаје надлежан. О томе нису ништа питали ни аутономну Србију ни суверену Турску. Штросмајер је само послао писмо исписано ћирилицом, кнезу Александру Карађорђевићу, на које није добио одговор. Србији није одговарало да аустријска политика на тај начин улази у Србију и сарађивала је са француским конзулом, који је исто радио на томе да католици у Србији, црквено, не буду под бечким нунцијем и његовим бискупом у Ђакову. Циљ је био да ту буду босански фрањевци, турски поданици. Штросмајер је помогао градњу католичке капеле коју је посветио Светом Јосифу, што је требало да асоцира на цара Фрању Јосифа, кога су Срби свуда мрзели. Одмах је дотадашњег фрањевца, уз његово опирање, заменио својим свећеником.
Београдски митрополит Јовановић и српска власт су у односу на католике копирали влашки модел и донесен је закон којим они имају право на своје гробље, али не и да преводе православне у своју цркву. Парови из мешаних бракова би се венчавали у православној цркви, а деца би у истој цркви била крштена. Тражено је и да поштују празнике по јулијанском календару, да се не би одвајали од православне већине. Штросмајер је на то написао протестно писмо, овај пут исписано латиницом, упутивши га у Београд. Православни тада у католичким земљама, нису уживали права каква је бискуп тражио за католике у Србији. Срби у Трсту су о свом трошку цркву изградили тек 1861., у Бечу, где их је било око 500, тек 1893., у Загребу 1866.. У Дубровнику је вековима било забрањено насељавање православних у граду, а православни свештеник је касније могао само два пута годишње да уђе у град и то до 8 сати. Црква је ту изграђена тек 1877.

## Ставови

### Босна
Штросмајер је своју политику заснивао као и већина хрватских политичара друге половине XIX века на хрватском државном праву.
Он се активно бавио питањем статуса Босне. Међу његовим главним сарадницима био је и др Фрањо Рачки, познати хрватски историчар. Први је писао да је Босна „некоћ била хрватска“. Деловање Штросмајера и његове агитације аустријскоме цару имале су тенденције да се покатоличе босански муслимани, а поунијатите православни Срби.
Штросмајер био ригидан кад је реч о на пример Исламској вероисповести, па је сматрао да треба применити сва расположива државна средстава да се од ага и бегова муслиманских одузму имања и предају Римокатоличкој цркви да би њена економска база јачала. А о православнима је знао да говори као о неверницима, шизматицима, најгоре изразе је употребљавао о њима.
Штросмајер, је имао у Босни великог пријатеља Штадлера, сарајевског бискупа, који је одиста почео католичење муслимана са једном муслиманком, али је ствар откривена, и прешла у јавни скандал, а замало што није дошло и до крвопролића.
У Босну су били са аустријском окупацијом дошли многи агилни пријатељи ђаковачког бискупа Штросмајера. Нарочито Длустуш за просвету, Трешчец за управу, Херман за пропаганду. Међутим, хрватски покрет је остао у Босни ограничен на чисто католичке масе.
Штросмајерови људи у Босни су сабирали онамо српске народне песме и исте послали Матици Хрватској, која их је издала у 12 књига, као „Хрватске Народне Пјесме“. Српски песник Јован Дучић сматра да је ово био несумњиво међу највећим и најружнијим плагијатима који су икад учињени у европској литератури.

### Југословенство
Након стварања заједничке државе Срба, Хрвата и Словенаца (касније Југославије), створен је својеврстан мит о југословенству Штросмајера и његовог помоћника Рачког. У школске уџбенике Историје Штросмајер је представљан као истакнути заговорник југословенства, као идеолог нове државе. Поједини српски интелектуалци су га по значају за Србе чак изједначавали са Светим Савом.
Неки су намерно али већина из незнања занемаривали чињеницу о тешком положају српског народа у банској Хрватској за време политичког деловања Јосипа Јураја Штросмајера. Србима је у његово време било оспоравано национално име, забрањено да свој језик зову српским, а и приступ политици је био ускраћиван.
Радило се на свесном прикривању чињеница о форми тог југословенства (тј. југославизма). Сам бискуп Штросмајер је године 1883, изјавио да су Срби главни непријатељи Хрвата. Штросмајер јесте проповедао неку врсту јужнословенске државе, али под апсолутном влашћу хабзбуршке династије и католичке цркве, са центром у Загребу, БиХ као интегралним делом Хрватске, Сремом као делом Хрватске.
Избијање заблуде о Штросмајеру међу српском интелигенцијом је почело тек
90-их, када су након дугогодишње забране објављени емигрантски списи Јована Дучића, и након објаве научних дела историчара Василија Крестића.
С друге стране, Виктор Новак је написао о Штросмајеру и његовом времену књигу биографског карактера (Magnum sacerdos) којој је Штросмајер приказан у позитивном светлу као поборник јединства јужних Словена. У другој својој књизи, Magnum crimen, Новак пише о Штросмајеру као народном човеку који је био поборник идеје католичке цркве која служи народу а не римској курији. Јединство Срба и Хрвата види кроз јединствену цркву у којој би литургијски језик био црквени старославенски.
Штросмајеров дан, годишњица његовог рођења, обележаван је у школама Краљевине Југославије. У писму Јовану Сундечићу, Анту Старчевића је назвао пакленим луђаком.